# Erkan Dündar
Erkan Dündar (ur. 22 lutego 1978) – turecki zapaśnik walczący w stylu klasycznym. Zajął 38. miejsce na mistrzostwach świata w 1999. Ósmy na mistrzostwach Europy w 2000 i 2002. Brązowy medalista igrzysk śródziemnomorskich w 2005. Wicemistrz świata i Europy juniorów w 1996 roku.